# Squash

Zwei Spieler in einem Glascourt während der US Open 2011

Squash [skwɔʃ] (von engl. (to) squash, zusammendrücken, zerquetschen) ist eine Rückschlagsportart, die mit zwei Spielern (Einzel), oder auch mit vier Spielern (Doppel), im Squashcourt gespielt wird. Dabei werden spezielle Squashbälle und Squashschläger verwendet. Ziel des Spiels ist es, den Ball so zu schlagen, dass der Gegner ihn nicht mehr erreichen kann, bevor er zum zweiten Mal den Boden berührt.
Squash ist wie Ricochet, American Handball oder Racquetball eines der wenigen Rückschlagspiele, bei dem die Gegner das Spielfeld gemeinsam benutzen und die Seitenwände in das Spiel einbezogen werden.

## Geschichte

### Verbreitung in Deutschland

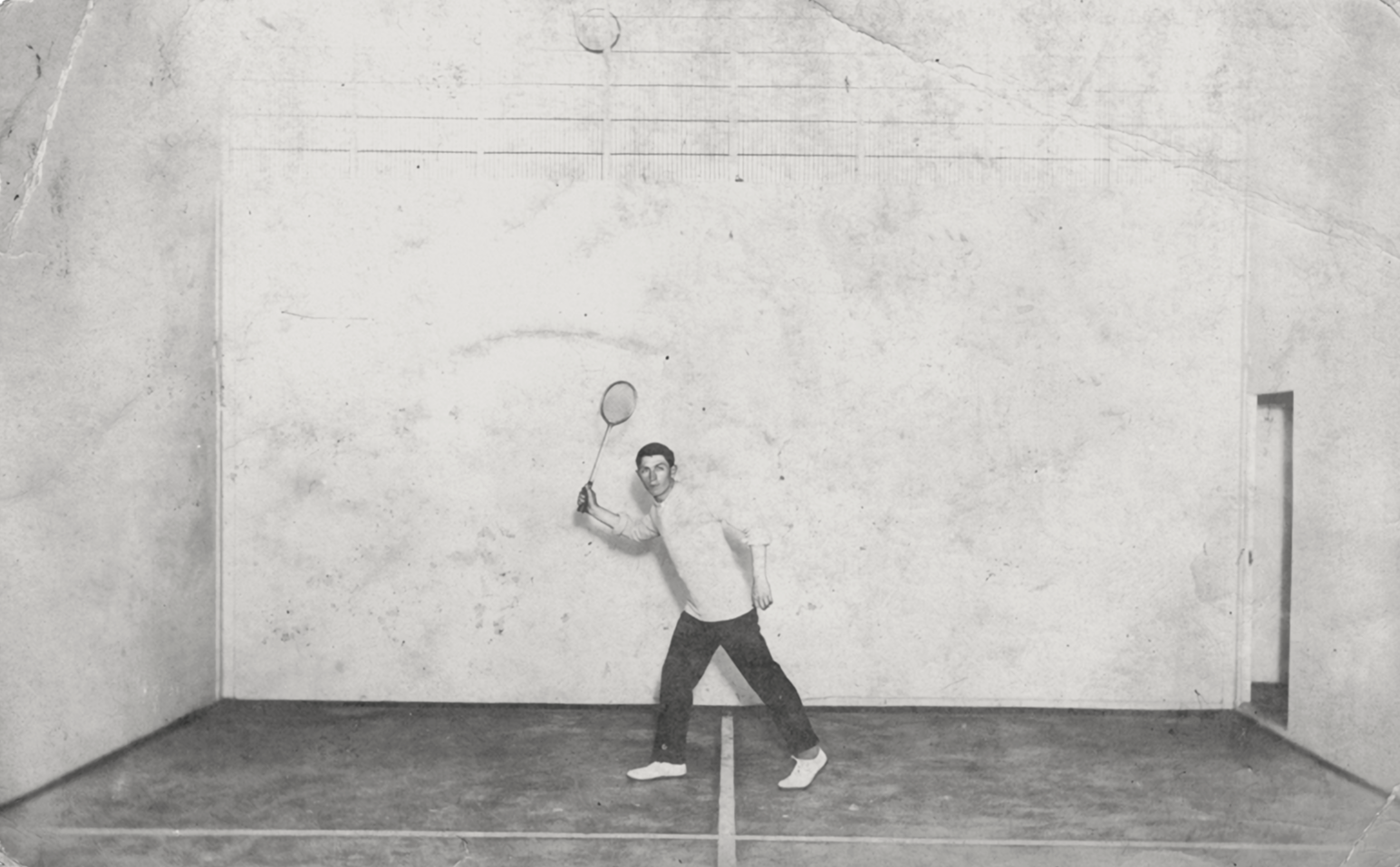
Der Squashcourt für die 1. Klasse Passagiere der Olympic, des Schwesterschiffs der Titanic (ca. 1914)

Squash entstand in der Mitte des 19. Jahrhunderts in England aus dem Racketsspiel und verbreitete sich von dort aus zunächst im Commonwealth. Auf der Titanic und der Olympic existierten Squashcourts. Die ersten deutschen Squashcourts wurden in den 1930er Jahren von Siemens in Berlin gebaut.
Richtigen Aufschwung erlebte Squash erst ab den 1970er Jahren in Deutschland. 1973 wurde in Hamburg der Deutsche Squash und Rackets Verband gegründet und 1981 nahm erstmals eine deutsche Squashnationalmannschaft an den Weltmeisterschaften teil. Die Zahl der Squashanlagen („Squashcenter“), die weitgehend kommerziell betrieben werden, nahm in Deutschland von ungefähr 20 im Jahr 1975 auf nahezu 1000 im Jahr 1990 zu. In den 1990er Jahren stabilisierten sich die Wachstumsraten. 1993 waren es 1.105 Anlagen mit insgesamt 6.221 Courts. In den Jahren vor 2005 war eine leicht abnehmende Tendenz bei der Zahl der Anlagen erkennbar. 2019 wurden laut dem Deutschen Squash Verband nur noch 320 Anlagen betrieben. In der DDR gab es keine Squashcourts und bis heute wird Squash in den neuen Bundesländern deutlich weniger ausgeübt. So gibt es abgesehen vom Berliner Speckgürtel in Brandenburg nur ein Squashcenter und nur zwei in ganz Sachsen-Anhalt (Stand 2024).
Parallel mit der Zahl der Anlagen entwickelte sich die Zahl der Spieler. 1993 hatten rund 2,5 Millionen Deutsche Squash mindestens einmal probiert, etwa 800.000 gingen dem Sport regelmäßig nach. Nach dem Squashboom in den 1980er und 1990er Jahren lag im Jahr 2004 die Zahl der intensiv Squash betreibenden Deutschen bei 0,6 Millionen. Insgesamt 1,92 Millionen Deutsche gingen dem Sport gelegentlich nach. 2015 waren es nach einer Schätzung des Deutschen Squash Verbandes noch knapp eine Million Deutsche, die Squash hobbymäßig ausübten.

### Verbreitung in der Schweiz und in Österreich
In der Schweiz ist die Squashcenterdichte mit 136 Anlagen deutlich höher als in Deutschland. In Österreich existieren 61 Squashcenter. (Stand 2024)

### Entwicklung weltweit
Weltweit wächst Squash weiterhin, zum Beispiel in den osteuropäischen Ländern und den USA. Länder mit einer hohen Zahl an Spielern sind England, Australien, Ägypten und die USA.
England als Mutterland des Sports besitzt mit über 4200 Courts gemäß England Squash auch 2024 noch immer die meisten Courts eines Landes. Allerdings schrumpfte die Anzahl an Courts in den letzten Jahren um gut ein Viertel.

### Olympische Spiele
Squash war trotz zahlreicher Versuche des Weltverbandes lange Zeit keine olympische Sportart. Neben den Sportarten Golf, Rugby, Karate und Inlineskaten stand Squash 2005 als neue olympische Sportart für die Spiele 2012 in London zur Auswahl. Kriterium zur Aufnahme einer neuen Sportart war zu der Zeit der Ausschluss einer bereits im Programm enthaltenen Sportart. Zunächst wurden die Spiele Softball und Baseball aus dem Kalender gestrichen, während Squash und Karate in einer ersten Abstimmung die freien Plätze zugesprochen bekamen. In der Endabstimmung, in der die beiden Sportarten zum offiziellen Bestandteil des olympischen Programms gewählt werden sollten, fehlte jedoch die notwendige Zweidrittelmehrheit.
Auch 2009 konnte Squash die erhoffte Teilnahme bei den Olympischen Spielen 2016 nicht erreichen: Die Exekutive des IOC hatte auf seiner Sitzung vom 13. August 2009 in Berlin die Sportarten Golf und Rugby für die Endabstimmung nominiert. Beide wurden von der Vollversammlung der IOC bestätigt. Für die Olympischen Spiele 2020 startete der Weltverband eine erneute Kampagne. Auf der 125. IOC-Sitzung in Buenos Aires im September 2013 erhielt jedoch Ringen mit 49 Stimmen vor Baseball/Softball (24 Stimmen) und Squash (22 Stimmen) die höchste Stimmzahl und verblieb damit im Olympischen Sportprogramm. Anlässlich der Olympischen Spiele 2024 in Paris schaffte es Squash nicht auf die sogenannte Short List. Am 13. Oktober 2023 bestätigten zunächst das Exekutiv-Komitee des IOC und dann auch am 16. Oktober 2023 die IOC-Vollversammlung unter anderem die Aufnahme von Squash ins Programm der Olympischen Spiele 2028 in Los Angeles.

## Das Spiel

### Spielfeld

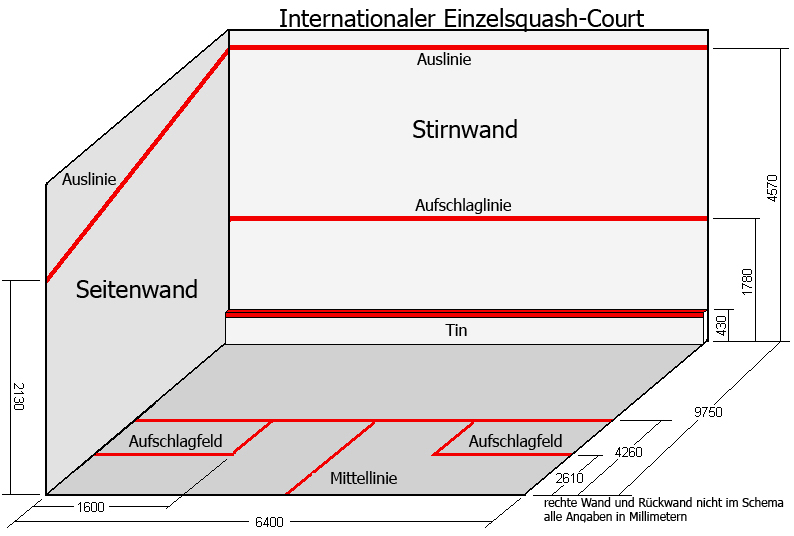
Schema eines Squashcourts mit beschrifteten Linien

Squash wird in einem durch vier Wände begrenzten Raum von 32 Fuß (≈ 9,75 m) Länge und 21 Fuß (≈ 6,40 m) Breite, dem sogenannten Court, gespielt. Sehr selten finden sich spezielle Courts mit größerer Breite 25 Fuß (7,62 m), in denen Doppel gespielt werden können. An den Wänden des Courts, die als Vorderwand (Stirnwand), Rückwand und Seitenwände bezeichnet werden, befinden sich rote Markierungen, die das Spielfeld begrenzen. Zudem ist an der Stirnwand eine 17 Inches (≈ 43 cm; für den normalen Spielbetrieb hat das Tin in den meisten Courts eine Höhe von 48 cm und muss für Profispiele auf die internationale Höhe von 43 cm abgesenkt werden) hohe Begrenzung angebracht, die als Tin bezeichnet wird. Sie ist meist mit einer Blechabdeckung versehen, die bei Ballberührung hörbar klappert – trifft ein Ball dort auf, ist er im Aus. Die Rückwand ist meist aus bruchsicherem Sicherheitsglas, um den Zuschauern und dem Schiedsrichter einen freien Blick in den Court zu erlauben. Der Bodenbelag ist meist Parkett. Meisterschaften werden häufig in Courts ausgetragen, bei denen alle vier Wände aus Glas bestehen. Dadurch ist es einem größeren Publikum möglich, das Spielgeschehen zu verfolgen.

### Squashball und -schläger

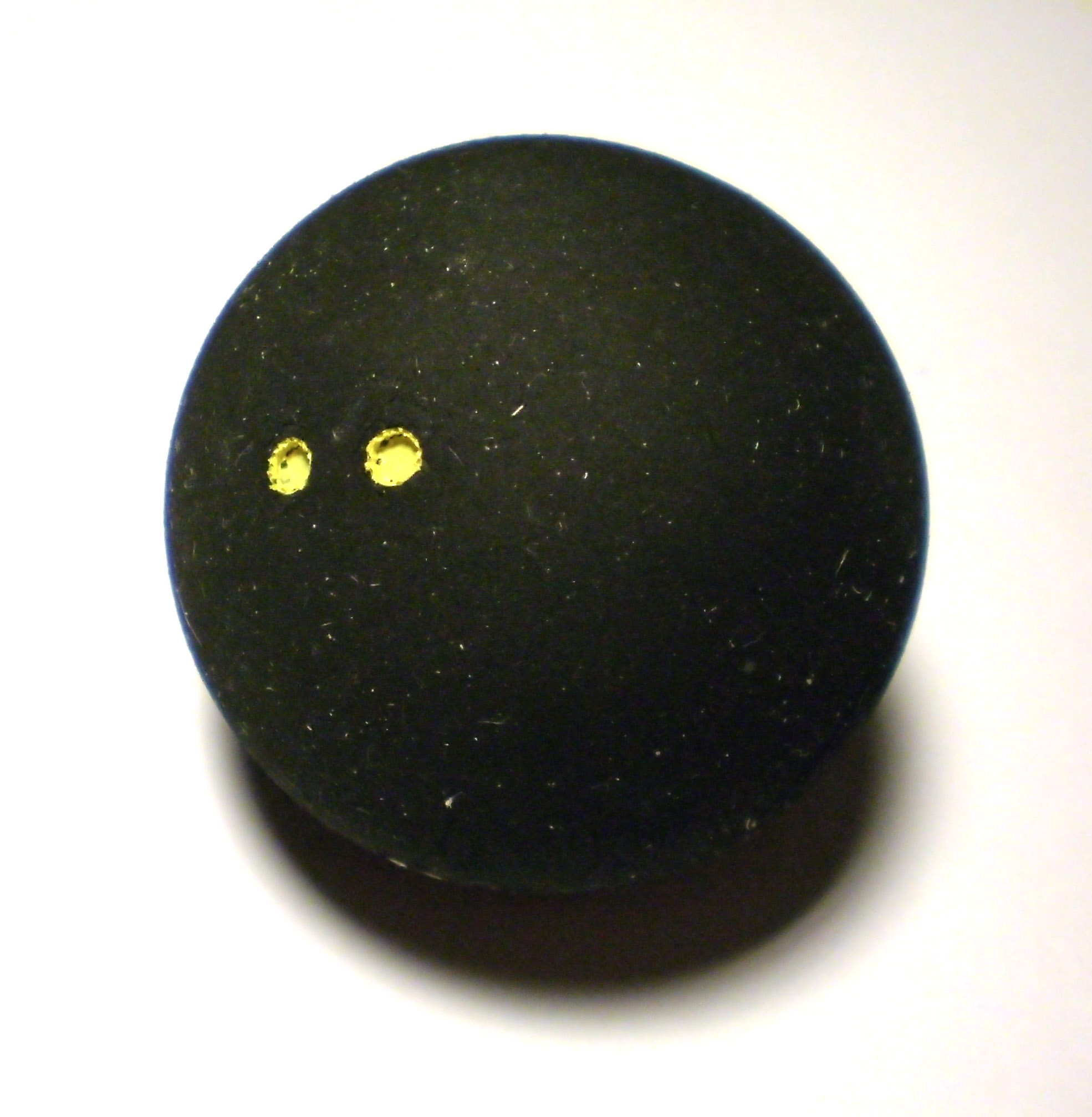
Squashball

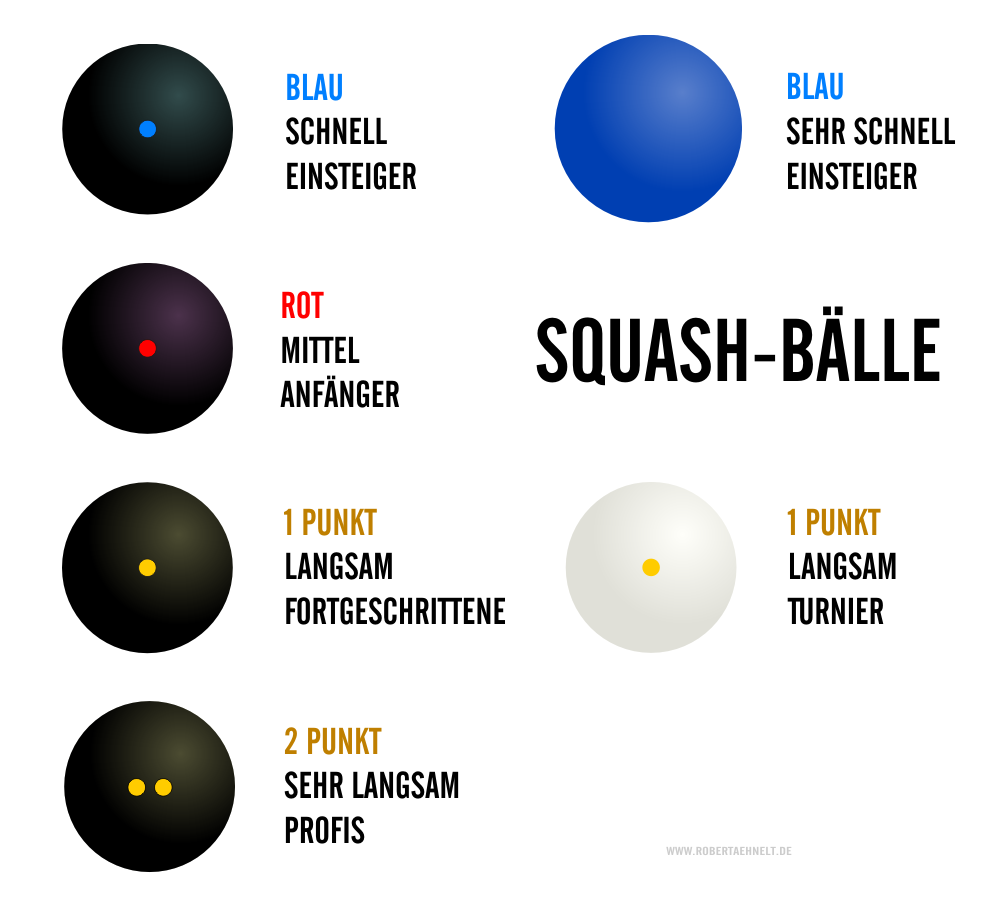
Typen von Squash-Bällen

Der Squashball ist aus Gummi, hat einen Durchmesser von 39,0 bis 40,5 mm (etwa so groß wie ein Tischtennis- oder ein Golfball) und wiegt zwischen 23,5 und 24,5 Gramm. Der Ball ist hohl und enthält einen Tropfen Flüssiggas; dadurch entsteht bei Erwärmung ein Überdruck. Der Ball muss warmgespielt werden, damit er seine volle Sprungfähigkeit erreicht. Üblicherweise sind Squashbälle schwarz; für Spiele, die auf einem Glascourt stattfinden, werden grundsätzlich weiße Bälle genutzt, da diese sowohl für die Spieler als auch für die Zuschauer besser zu sehen sind.
Anfängern sind grundsätzlich schnelle Squashbälle zu empfehlen, Fortgeschrittene können eher langsamere benutzen, da die langsamen Bälle nur wenig vom Boden abspringen und so schwer zu erreichen sind. Profis sind in der Lage, selbst sehr langsame Bälle auf hohe Geschwindigkeiten zu bringen, bei Spielen mit Anfängern hingegen gelingen mit langsamen Bällen kaum Ballwechsel. Für offizielle Wettkämpfe werden nur sehr langsame Bälle verwendet, die mit zwei gelben Punkten markiert sind.
Heutzutage verwenden die Hersteller neben farblichen Markierungen mit Punkten auch Bälle für Anfänger oder Fortgeschrittene, die im Durchmesser größer sind.
Squashbälle erreichen in Spielen zwischen professionellen Spielern Geschwindigkeiten von bis zu 200 km/h. Rekordhalter mit 284,9 km/h ist Cameron Pilley. Bei einigen offiziellen Wettbewerben ist das Tragen eines Augenschutzes, meist in Form einer Kunststoffbrille, daher Pflicht. Dazu zählen alle internationalen Junioren- und Doppelwettbewerbe. In Deutschland gilt diese Pflicht lediglich für das Doppel.

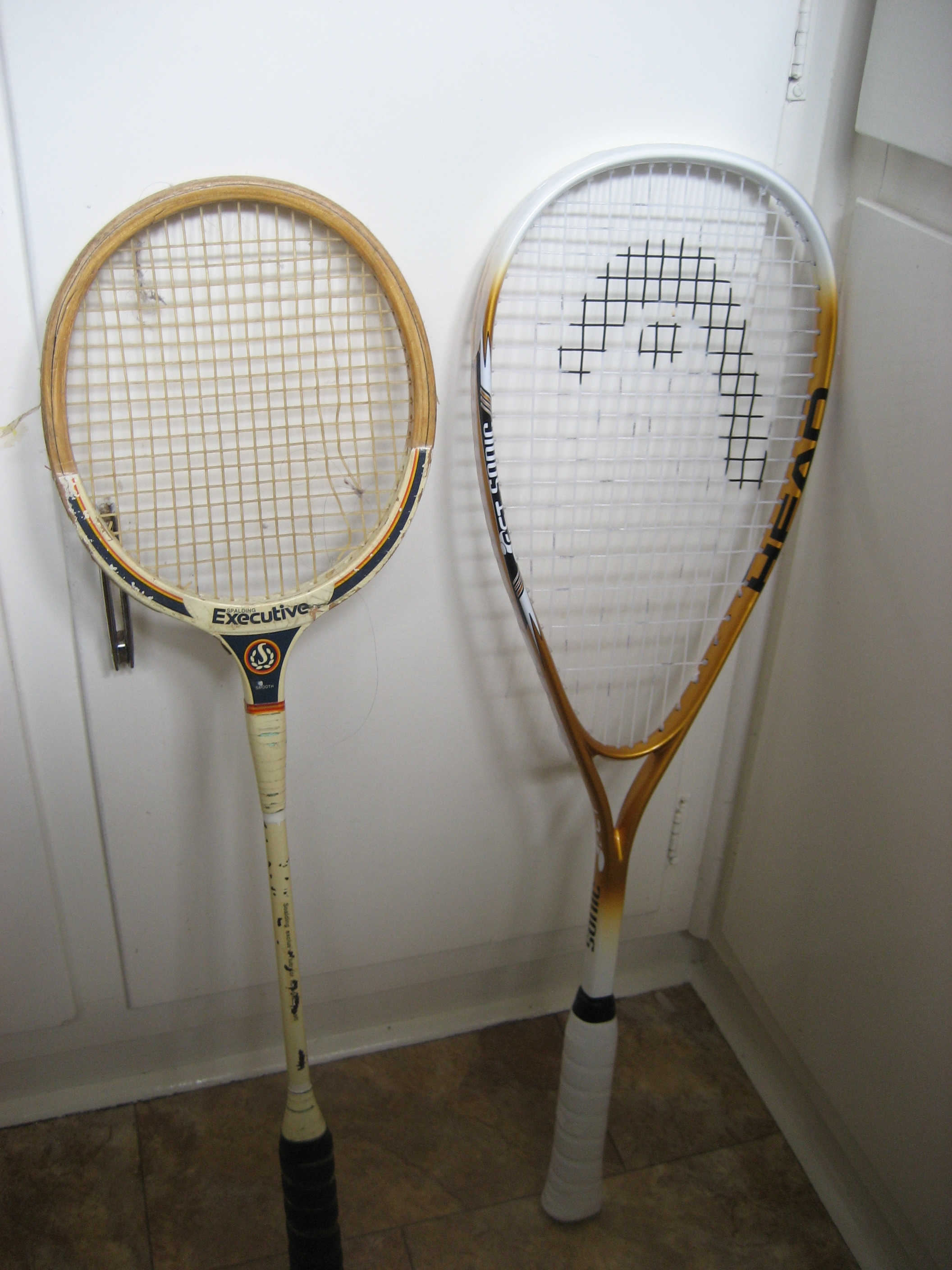
Alter Holzschläger und neuer tropfenförmiger Schläger

Der Ball wird mit speziellen Squashschlägern geschlagen, die schwerer als Badminton-, aber leichter als Tennisschläger sind. Sie können zwischen 90 und 250 Gramm wiegen, im Regelfall wiegen sie etwa 130 bis 160 Gramm. Früher besaßen die Schläger einen nahezu kreisrunden Schlägerkopf und bestanden hauptsächlich aus Holz. Anfang der Neunzigerjahre setzte sich eine ovale Kopfform durch, und das Material besteht mit zunehmender Schlägerqualität hauptsächlich aus Graphit/Carbon.

### Ballwechsel
Der Ball muss nach jedem Schlag auf direktem oder indirektem Weg die Vorderwand berühren. Als indirekt gilt ein Weg über Seiten- und Rückwand. Danach darf der Ball nicht mehr als einmal auf dem Boden, jedoch beliebig oft auf die Rückwand oder Seitenwände auftreffen, bevor er vom Spielpartner zurückgeschlagen wird. Ein Ball gilt als im „Aus“, wenn er die Wände oberhalb dort angebrachter roter Begrenzungslinien, die Begrenzungslinie selbst oder das Tin berührt.

### Schlagarten

#### Aufschlag
Der Aufschlag wird immer aus einem der beiden Aufschlagfelder ausgeführt. Dabei muss der Aufschläger mit mindestens einem Fuß im Aufschlagfeld stehen. Nach dem Aufschlag muss der Ball die Stirnwand oberhalb der Aufschlaglinie treffen und auf der anderen Seite, im Viertel des Gegners, aufkommen. Beim ersten Aufschlag kann der Spieler die Aufschlagsseite frei wählen, muss dann aber die Seite nach jedem Punktgewinn wechseln. Wenn der Aufschläger den Ballwechsel verliert, erhält der Gegenspieler das Aufschlagrecht.

#### Longline
Der Longline (bzw. long line, dt. lange Linie) ist der grundlegendste Schlag beim Squash. Hierbei wird der Ball auf direktem Weg zur Stirnwand geschlagen, sodass er in einer geraden Linie zurückfliegt.

#### Boast
Beim Boast wird der Ball über eine der Seitenwände an die Stirnwand geschlagen. Im Optimalfall trifft ein Boast in der entgegengesetzten Ecke des Courts knapp über dem Tin auf und fällt dann ins Nick (Kante zwischen Seitenwand und Boden).

#### Cross
Im Gegensatz zum Longline wird der Cross von einer Seite des Courts an die Stirnwand geschlagen und fliegt dann in die andere Seite. Die Flugbahn nimmt hier in etwa die Form eines „V“ an.

#### Stopp
Beim Stoppball wird der Ball leicht geschlagen, sodass er knapp über dem Tin die Stirnwand berührt und dann – im Optimalfall nur wenige Zentimeter von der Stirnwand entfernt – den Boden berührt. Ein Stoppball kann unter Umständen auch ins Nick fallen.

#### Volley
Der Volley dient dazu, das Spiel schnell zu machen und dem Gegenspieler keine Zeit zum Ausruhen oder Überlegen zu lassen. Hierbei wird der Ball nach dem Schlag des Gegenspielers direkt aus der Luft genommen, ohne dass er vorher den Boden berührt. Erfahrenere Spieler können auch einen „Volley-Nick“ spielen, indem man den Ball volley schlägt und dieser danach ins Nick fällt. Ein Volley-Nick ist in der Regel nicht mehr zu retournieren.

### Letball
Wenn ein Spieler an der Reihe ist, den Ball zu spielen, hat er das Recht auf ausreichend Platz ohne Behinderung durch den Gegner. Um eine Behinderung zu vermeiden, muss der Gegner versuchen, dem Spieler ungehinderten Zugang zum Ball zu gewähren, und gute Sicht auf den Ball sowie eine vernünftige Schlagbewegung zu ermöglichen, um den Ball direkt an jede Stelle der Stirnwand zu spielen.
Ein Spieler, der sich behindert fühlt, kann die Behinderung in Kauf nehmen und weiterspielen oder den Ballwechsel unterbrechen. Besteht die Gefahr, mit dem Gegner zusammenzustoßen oder ihn mit Schläger oder Ball zu treffen, ist es vorzuziehen, den Ballwechsel zu unterbrechen.
Wenn der Ballwechsel wegen einer Behinderung unterbrochen wird, gelten folgende allgemeine Richtlinien:
- Der Spieler hat das Recht auf einen Letball (d. h. der Ballwechsel wird wiederholt), wenn er den Ball hätte zurückschlagen können, aber der Gegner den Laufweg zum Ball versperrt hat.
- Der Spieler erhält einen Letball, wenn der Ball den Mitspieler trifft, nachdem er eine Seitenwand getroffen hat bzw. bevor er eine solche getroffen hätte.
- Der Spieler hat kein Recht auf einen Letball (er verliert den Ballwechsel), wenn er den Ball nicht hätte zurückschlagen können oder die Behinderung so gering war, dass der Zugang des Spielers zum Ball und der Schlag nicht beeinträchtigt waren.
- Der Spieler hat kein Recht auf einen Letball, wenn er die Behinderung in Kauf genommen hat und trotzdem schlagen wollte, jedoch den Ball durch einen Fehler (z. B. der Ball geht ins Aus) nicht im Spiel halten konnte.
- Der Spieler hat das Recht auf ein „Stroke“ (er gewinnt den Ballwechsel), wenn der Spieler einen Gewinn bringenden Rückschlag hätte anbringen können oder wenn der Spieler den Gegner mit dem Ball auf dem direkten Weg zur Stirnwand getroffen hätte.

Ein Let muss gewährt werden, wenn der Rückschläger beim Aufschlag nicht bereit ist und keinen Versuch unternimmt, den Aufschlag anzunehmen. Außerdem, wenn der Ball während des Spiels kaputt geht, wenn der Ball bei einem sonst gültigen Rückschlag irgendwo im Court eingeklemmt wird und somit nicht auf dem Boden aufspringen kann oder der Ball nach dem ersten Aufspringen ins „Aus“ geht oder wenn – wie auch immer – während des Ballwechsels ein weiterer Ball im Spiel ist (zum Beispiel von einem benachbarten Court rübergeflogen).
Der amerikanische Profiverband verkündete am 2. August 2010, dass er das Let aus dem Regelwerk gestrichen hat. Auf den Turnieren innerhalb der US Pro Tour ist es den Spielern ab sofort nur noch möglich, im Falle einer Behinderung direkt einen Punkt (Stroke) zugesprochen zu bekommen oder aber den Ballwechsel zu verlieren.

### Zählweise
Bei jeder Zählweise gilt generell, dass ein Spiel über drei Gewinnsätze geht, das heißt, der Spieler, der als Erster drei Sätze gewinnen kann, entscheidet das Spiel für sich. Das gilt für die meisten offiziellen Wettbewerbe. Allerdings gibt es auch die Variante mit einem Spiel über zwei Gewinnsätze, wie sie etwa bei den PSA World Series Finals angewendet wird.

#### Aktuelle Zählweise bis 11
Es wird jeder Punkt gezählt, egal wer das Aufschlagrecht hatte. Für den normalen Satzgewinn benötigt der Spieler 11 Punkte. Beim Stand von 10:10 wird ein Tie-Break gespielt. Hier gewinnt derjenige Spieler, welcher zuerst 2 Punkte Vorsprung hat (z. B. 13:11, 19:17 usw.).
Diese Zählweise wird seit der Abschaffung der Zählart bis 15 im Herrenprofibereich sowie in der 1. Squash-Bundesliga in Deutschland angewandt. Seit September 2005 gilt sie außerdem bei deutschen Ranglistenturnieren.
Ab dem 1. April 2009 ist laut WSF-Beschluss vom 18. November 2008 das Point-a-Rally-Scoring-System (PARS = Zählart bis 11) weltweit die offizielle Zählweise. Mit Beginn der Squash-Saison 2008/2009 haben der DSQV und die ihm angeschlossenen Landesverbände die PARS-Zählweise für den gesamten Spielbetrieb eingeführt.

#### Ehemalige Zählweisen

##### Zählweisen bis 9
Hierbei kann nur der Spieler einen Punkt erzielen, der das Aufschlagrecht besitzt. Das Aufschlagrecht besitzt der Spieler, der den letzten Ballwechsel für sich entscheiden konnte. Ein Satz endet normalerweise bei 9 Punkten. Beim Stand von 8:8 entscheidet der Rückschläger, ob der Satz bis 9 oder 10 gespielt wird. Bis zum 1. April 2009 war diese Zählweise im Nichtprofibereich üblich.

##### Zählweisen bis 15
Diese Zählart wird auch „amerikanisch“ genannt, da sie zur Anfangszeit des Squashs vor allem in Amerika benutzt wurde. Hierbei wird jeder Punkt für den Spieler gezählt, der den Ballwechsel für sich entscheiden konnte. Eine solche Zählweise nennt man deshalb auch „Point-A-Rally“ (engl. „Rally“ = Ballwechsel). Der Satz endet normalerweise bei 15 Punkten. Für den Satzgewinn ist ein Vorsprung von zwei Punkten erforderlich: Wird der Spielstand von 14:14 erreicht, so entscheidet der Rückschläger, ob weiterhin bis 15, oder ob eine Verlängerung bis 17 gespielt wird. Der Satz endet, wenn ein Spieler zuerst 15 beziehungsweise bei Verlängerung 17 Punkte erreicht. Somit ist auch ein 15:14 bzw. ein 17:16 möglich, ohne den zuvor erforderlichen Vorsprung von 2 Punkten.

### Schiedsrichter
Offizielle Spiele in nationalen und internationalen Ligen oder Turnieren müssen von einem Schiedsrichter geleitet werden. Zu dessen Aufgaben zählt das Notieren und Ausrufen des aktuellen Spielstands, die Entscheidung, ob ein Ball im Aus war, sowie die Entscheidungsfällung, wenn ein Spieler um ein Let bittet. Des Weiteren ist er dafür verantwortlich, dass die Spieler eine angemessene Verhaltensweise an den Tag legen. Sollte ein Spieler durch unangemessenes Benehmen auffallen, so ist es dem Schiedsrichter erlaubt, dafür Strafen auszusprechen. Dabei kann er allerdings nur aus vier Möglichkeiten wählen: eine mündliche Verwarnung, einen dem Gegenspieler zugesprochener Strafpunkt, einen dem Gegenspieler zugesprochenen Strafsatz sowie die sofortige Disqualifikation. Welche Strafen ein Schiedsrichter ausspricht, ist ihm selbst überlassen. So kann er theoretisch mehrere Verwarnungen gegen einen Spieler aussprechen.
Für gewöhnlich positioniert sich ein Schiedsrichter beim Squash hinter der Eingangstür, um einen möglichst guten Blick auf das Spielfeld zu haben. Erlauben es die örtlichen Begebenheiten, kann er auch auf einem Hochstuhl Platz nehmen.
In der Regel wird bei internationalen Turnieren nur ein Schiedsrichter eingesetzt. Es gibt allerdings auch Varianten mit drei Schiedsrichtern: Ein Hauptschiedsrichter, sowie zwei Assistenten, die bei Spielereinsprüchen unabhängig voneinander gegebenenfalls den Hauptschiedsrichter überstimmen können. Seit 2016 wird bei Spielen auf der Profitour, die im Fernsehen übertragen werden, auch ein Videoschiedsrichter eingesetzt.

## Turnierbetrieb

### PSA World Tour

Die PSA World Tour ist die Turnierserie im professionellen Squash. Auf den Turnieren dieser Serie können Weltranglistenpunkte gewonnen werden, wobei sich deren Höhe nach der Kategorie des jeweiligen Turniers richtet. Die wichtigste Kategorie ist die PSA World Series, die jedes Jahr mit den PSA World Series Finals abgeschlossen wird.
Zusätzlich richtet die PSA auch die jährlich stattfindende Weltmeisterschaft der Herren und Damen aus. Die Weltmeisterschaften der Herren- und Damenmannschaften sowie sämtliche Weltmeisterschaften bei den Junioren werden vom Weltverband WSF ausgerichtet.

### Ligabetrieb
In Deutschland ist der Deutsche Squash Verband (DSQV) Ausrichter der Bundesligen. Die übrigen Ligen werden von den Landesverbänden organisiert. Spieler können dabei nur für einen Verein innerhalb Deutschlands gemeldet sein, wohl aber für weitere Vereine in anderen Ländern.

### Bedeutende Spieler

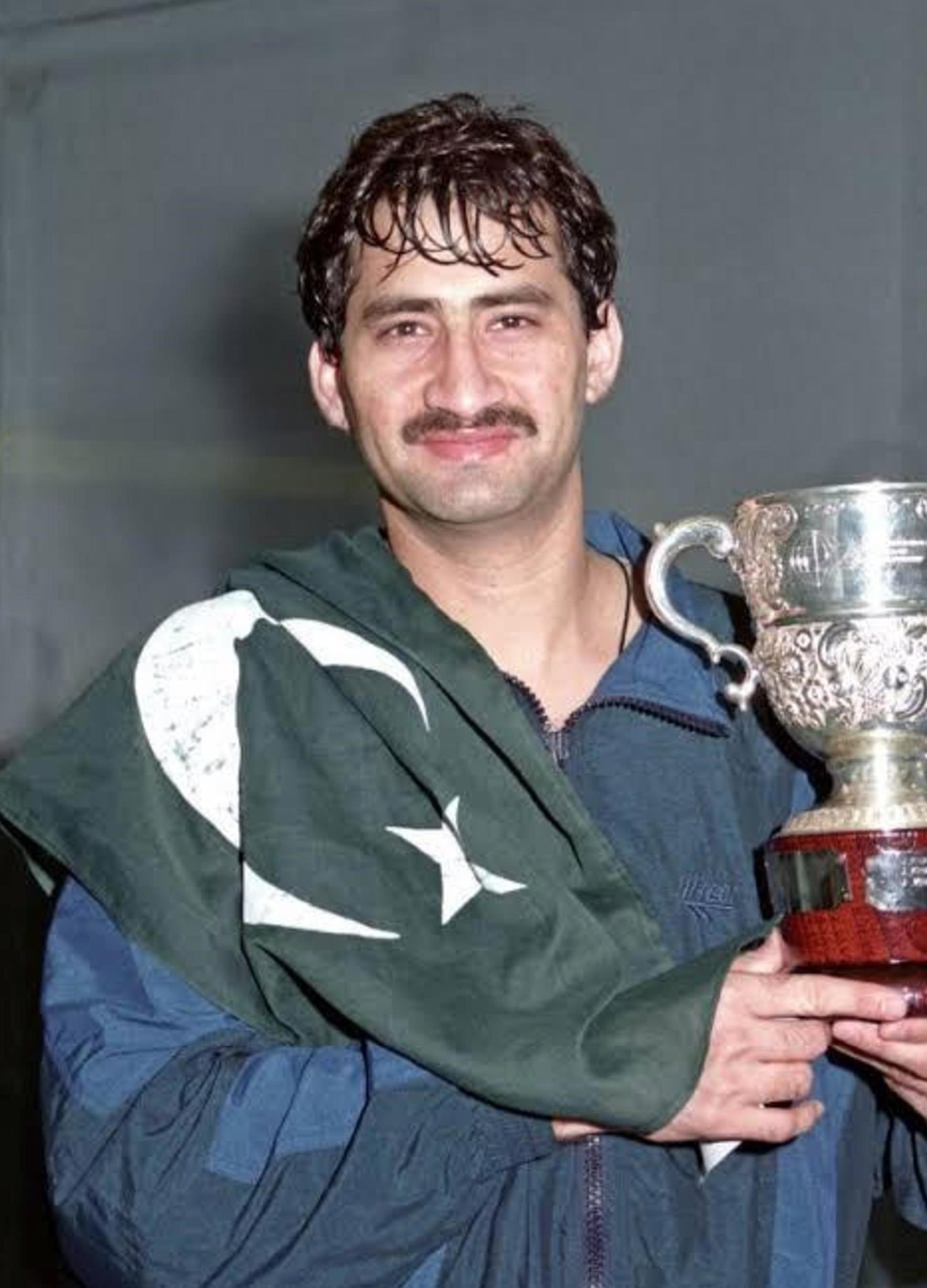
Jansher Khan

In den 1970er Jahren dominierte der Australier Geoff Hunt die Weltrangliste der Herren. Jahangir Khan war in den 1980er Jahren fünfeinhalb Jahre unbesiegt, was kein anderer Spieler wiederholen konnte, sowie exakt sechs Jahre am Stück Weltranglistenerster. In den 1990er Jahren wurde er von dem ebenfalls aus Pakistan stammenden Jansher Khan abgelöst, der insgesamt 53 Monate Weltranglistenerster war, allerdings nicht ununterbrochen. Bei den Damen dominierten in diesem Jahrzehnt Michelle Martin und Sarah Fitz-Gerald aus Australien, bis Nicol David aus Malaysia ab 2006 neun Jahre ununterbrochen die Nummer eins der Weltrangliste wurde, was bisher keiner anderen Spielerin gelang.
Die erfolgreichsten Spielerinnen und Spieler werden in die World Squash Hall of Fame aufgenommen.
Bisher bester deutscher Squashspieler ist Simon Rösner.

## Verletzungsrisiko
Durch ruckartige Stopp- und Drehbewegungen, den harten Ball und den Schläger des Gegners ist die Gefahr einer Verletzung relativ hoch. Besonders betroffen sind Gelenke, Sehnen, Bänder und Knie, sowie Augen und Gesicht,  vorzugsweise bei Anfängern.